# Carlo I d'Assia-Kassel
Carlo I d'Assia-Kassel (Kassel, 3 agosto 1654 – Kassel, 23 marzo 1730) fu, dal 1675 sino alla sua morte, langravio d'Assia-Kassel.

## Biografia
Era figlio del langravio Guglielmo VI d'Assia-Kassel, e di sua moglie, Edvige Sofia di Brandeburgo, figlia dell'elettore Giorgio Guglielmo di Brandeburgo. Dopo la prematura morte del padre, sua madre governò lo stato come reggente in nome del figlio sino al 1675. Quindi Carlo salì al trono dove sarebbe rimasto per i successivi 55 anni.

## Politica ed economia
Sotto il suo governo, l'Assia-Kassel si riprese velocemente dalle devastazioni subite nel corso della guerra dei Trent'anni come del resto altri stati in Germania. Egli costituì un esercito sufficientemente grande e tentò di guadagnare fortuna nel corso della guerra di successione spagnola.
Alla revoca dell'editto di Nantes nel 1685 in Francia, Carlo fu felice di accogliere gli ugonotti profughi concedendo a loro libertà di religione. Più di 4000 ugonotti presero residenza a Kassel.
Carlo si preoccupò di sviluppare l'industria metallurgica nel proprio stato e si interessò anche molto di archeologia.

## Matrimonio
Sposò, il 21 maggio 1673, Amalia di Curlandia (1653-1711), figlia di Giacomo Kettler, duca di Curlandia.
La coppia ebbe diciassette figli:
- Guglielmo (29 marzo 1674-25 luglio 1676);
- Carlo (24 febbraio 1675-7 dicembre 1677);
- Federico (1676-1751), re di Svezia e langravio di Assia-Kassel;
- Christian (2 luglio 1677-18 settembre 1677);
- Sofia Carlotta (1678-1749), sposò il duca Federico Guglielmo di Meclemburgo-Schwerin;
- figlio (12 giugno 1679);
- Carlo (12 giugno 1680-13 novembre 1702);
- Guglielmo (1682-1760);
- Leopoldo (30 dicembre 1684-10 settembre 1704);
- Luigi (5 settembre 1686-23 maggio 1706);
- Maria Luisa (1688-1765), sposò il principe Giovanni Guglielmo Friso d'Orange (1687-1711);
- Massimiliano (1689-1753);
- figlia (5 luglio 1690);
- Giorgio Carlo (1691-1755);
- Eleonora Antonia (11 gennaio 1694-17 dicembre 1694);
- Guglielmina Carlotta (8 luglio 1695-27 novembre 1722);
- figlio (1696).

## Ascendenza
|                                            |                                    |                                        | Genitori                            |  |  | Nonni |  |  | Bisnonni                |  |  | Trisnonni                   |  |
|                                            |                                    |                                        |                                     |  |  |       |  |  | Maurizio d'Assia-Kassel |  |  | Guglielmo IV d'Assia-Kassel |  |
|                                            |                                    |                                        |                                     |  |  |       |  |  | Maurizio d'Assia-Kassel |  |  | Guglielmo IV d'Assia-Kassel |  |
|                                            |                                    | Sabina di Württemberg                  |                                     |  |  |       |  |  | Maurizio d'Assia-Kassel |  |  |                             |  |
| Guglielmo V d'Assia-Kassel                 |                                    |                                        |                                     |  |  |       |  |  | Maurizio d'Assia-Kassel |  |  |                             |  |
|                                            |                                    | Agnese di Solms-Laubach                | Giovanni Giorgio di Solms-Laubach   |  |  |       |  |  |                         |  |  |                             |  |
|                                            |                                    | Agnese di Solms-Laubach                | Giovanni Giorgio di Solms-Laubach   |  |  |       |  |  |                         |  |  |                             |  |
|                                            |                                    | Agnese di Solms-Laubach                | Margherita di Schönburg-Glauchau    |  |  |       |  |  |                         |  |  |                             |  |
| Guglielmo VI d'Assia-Kassel                |                                    | Agnese di Solms-Laubach                |                                     |  |  |       |  |  |                         |  |  |                             |  |
|                                            |                                    | Filippo Luigi II di Hanau-Münzenberg   | Filippo Luigi I di Hanau-Münzenberg |  |  |       |  |  |                         |  |  |                             |  |
|                                            |                                    | Filippo Luigi II di Hanau-Münzenberg   | Filippo Luigi I di Hanau-Münzenberg |  |  |       |  |  |                         |  |  |                             |  |
|                                            |                                    | Filippo Luigi II di Hanau-Münzenberg   | Maddalena di Waldeck                |  |  |       |  |  |                         |  |  |                             |  |
| Amalia Elisabetta di Hanau-Münzenberg      |                                    | Filippo Luigi II di Hanau-Münzenberg   |                                     |  |  |       |  |  |                         |  |  |                             |  |
|                                            |                                    | Caterina Belgica di Nassau             | Guglielmo il Taciturno              |  |  |       |  |  |                         |  |  |                             |  |
|                                            |                                    | Caterina Belgica di Nassau             | Guglielmo il Taciturno              |  |  |       |  |  |                         |  |  |                             |  |
|                                            |                                    | Caterina Belgica di Nassau             | Carlotta di Borbone                 |  |  |       |  |  |                         |  |  |                             |  |
| Carlo I d'Assia-Kassel                     |                                    | Caterina Belgica di Nassau             |                                     |  |  |       |  |  |                         |  |  |                             |  |
|                                            | Giovanni Sigismondo di Brandeburgo | Gioacchino III Federico di Brandeburgo |                                     |  |  |       |  |  |                         |  |  |                             |  |
|                                            | Giovanni Sigismondo di Brandeburgo | Gioacchino III Federico di Brandeburgo |                                     |  |  |       |  |  |                         |  |  |                             |  |
|                                            | Giovanni Sigismondo di Brandeburgo | Caterina di Brandeburgo-Küstrin        |                                     |  |  |       |  |  |                         |  |  |                             |  |
| Giorgio Guglielmo di Brandeburgo           | Giovanni Sigismondo di Brandeburgo |                                        |                                     |  |  |       |  |  |                         |  |  |                             |  |
|                                            |                                    | Anna di Prussia                        | Alberto Federico di Prussia         |  |  |       |  |  |                         |  |  |                             |  |
|                                            |                                    | Anna di Prussia                        | Alberto Federico di Prussia         |  |  |       |  |  |                         |  |  |                             |  |
|                                            |                                    | Anna di Prussia                        | Maria Eleonora di Jülich-Kleve-Berg |  |  |       |  |  |                         |  |  |                             |  |
| Edvige Sofia di Brandeburgo                |                                    | Anna di Prussia                        |                                     |  |  |       |  |  |                         |  |  |                             |  |
|                                            |                                    | Federico IV del Palatinato             | Luigi VI del Palatinato             |  |  |       |  |  |                         |  |  |                             |  |
|                                            |                                    | Federico IV del Palatinato             | Luigi VI del Palatinato             |  |  |       |  |  |                         |  |  |                             |  |
|                                            |                                    | Federico IV del Palatinato             | Elisabetta d'Assia                  |  |  |       |  |  |                         |  |  |                             |  |
| Elisabetta Carlotta di Wittelsbach-Simmern |                                    | Federico IV del Palatinato             |                                     |  |  |       |  |  |                         |  |  |                             |  |
|                                            |                                    | Luisa Giuliana di Nassau               | Guglielmo il Taciturno              |  |  |       |  |  |                         |  |  |                             |  |
|                                            |                                    | Luisa Giuliana di Nassau               | Guglielmo il Taciturno              |  |  |       |  |  |                         |  |  |                             |  |
|                                            |                                    | Luisa Giuliana di Nassau               | Carlotta di Borbone                 |  |  |       |  |  |                         |  |  |                             |  |
|                                            |                                    | Luisa Giuliana di Nassau               |                                     |  |  |       |  |  |                         |  |  |                             |  |